# Apple Podcasts
Apple Podcasts, tidigare Itunes Podcasts (i marknadsföringssammanhang skrivet iTunes Podcasts), är Apples plattform för streaming av podcaster. Den lanserades officiellt år 2012 när den fick sin egen app i IOS efter att ha varit integrerad i Itunes sedan 2005. Apple Podcasts hade år 2018 mer än femtio miljarder strömmar och program nedladdade från en halv miljon program i 155 länder globalt.
Tidningen Vulture rapporterade sommaren 2019 att Apple Podcasts planerade att lansera egna podcaster för sin plattform, likaså som de hade gjort för Apple TV. I november 2019 var konkurrenten Spotify officiellt beräknad att ha gått om Apple med att ha flest lyssnare i ett flertal europeiska länder, inklusive Sverige.
Under covid-19-pandemin 2020 använde Apple sig bland annat av sin podcast-plattform för att lyfta fram podcaster som bidrog till trovärdig information om viruset. Även en egen kategori för viruset lanserades.
En svensk undersökning visade 2022 att bland de svenska internetanvändarna hade tio procent använt sig av Apple Podcasts under det senaste året.